# Muffet McGraw
Ann O'Brien McGraw, más conocida como Muffet McGraw (nacida el 5 de diciembre de 1955 en Pottsville, Pensilvania) es una entrenadora de baloncesto estadounidense que ejerce en la NCAA femenina desde el año 1987 como entrenadora principal de la Universidad de Notre Dame. En el año 2017 fue incluida en el Basketball Hall of Fame.

## Trayectoria
- Archbishop Carroll HS (1977–1979)
- Universidad de Saint Joseph's (1980-1982), (Asist.)
- Universidad de Lehigh (1982-1987)
- Universidad de Notre Dame (1987-)